# Taxaceae
Le Tassacee o Taxacee (Taxaceae, Gray 1821) è una famiglia di Gimnosperme diffuse prevalentemente nell'emisfero settentrionale di cui fanno parte alberi a lenta crescita; solitamente longevi, di legno elastico ma resistente, questi alberi hanno parti verdi molto spesso contenenti sostanze venefiche.

## Descrizione

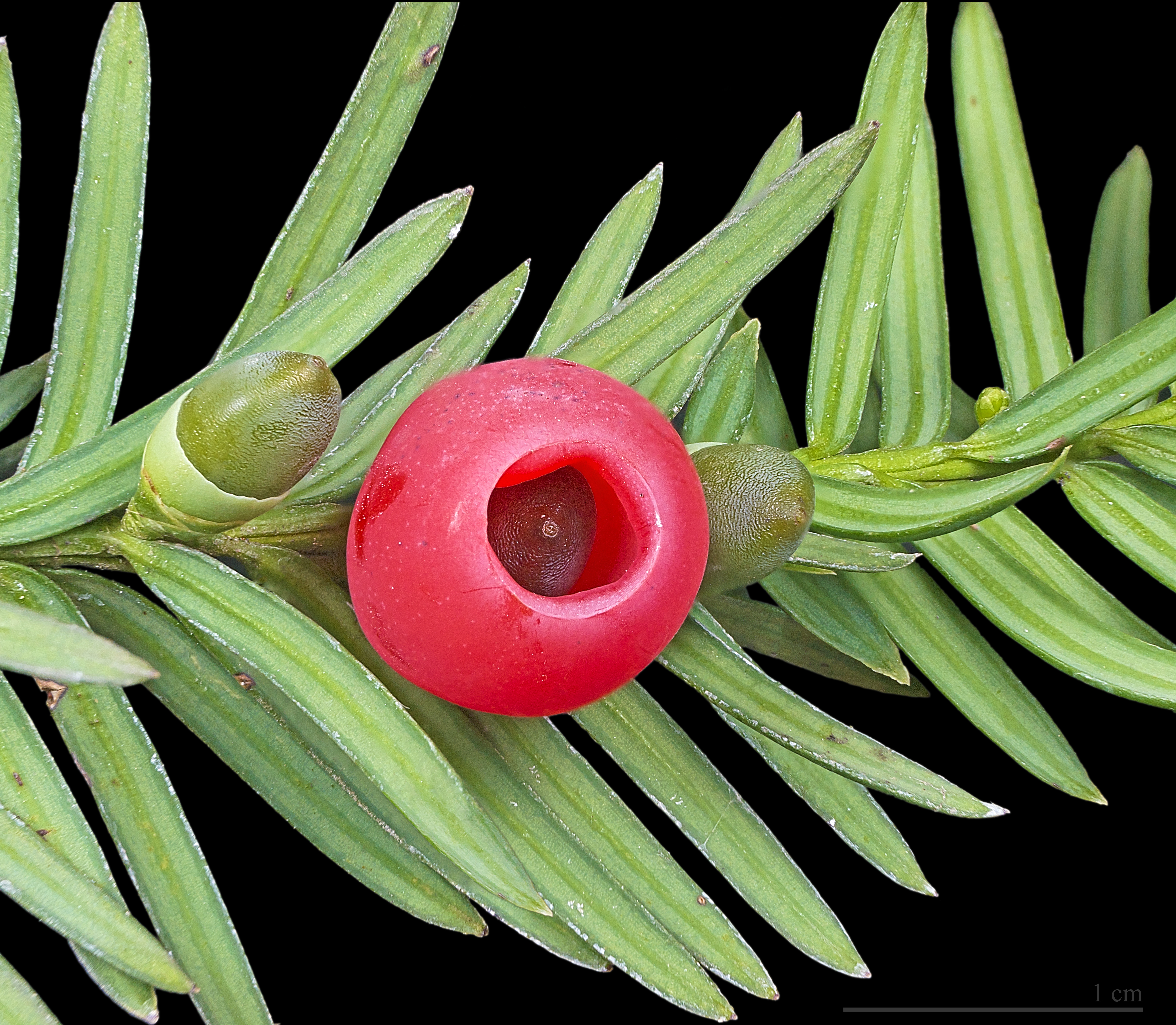
Arillo di Taxus baccata

Questa famiglia ha caratteristici microsporofilli peltati, recanti 2-8 androsporangi.
Gli ovuli sono terminali, solitari, portati all'apice di rami fertili.
Il frutto, costituito da un solo seme ricoperto da uno arillo zuccherino, sembra all'apparenza una bacca; invece la sua forma è conica ma solo leggermente mutata. Le foglie sono di colore verde cupo in superficie e chiaro nella parte sottostante ed hanno una struttura ad ago appiattito, aciculate, sono prive di canali resiniferi (tranne che in Torreya). Il picciolo è in parte della sua lunghezza saldato al ramo. Il frutto contrariamente alle altre parti della pianta è commestibile.
Sono piante dioiche, e i semi maturano in circa un anno.
L'involucro del frutto deriva dai tegumenti dell'ovulo che si accrescono. A maturità assume spesso un colore acceso in modo da attirare gli uccelli che sono i principali disseminatori.
Il legno è caratterizzato da raggi omogenei privi di tracheidi trasversarli, mentre le tracheidi verticali sono provviste di ispessimenti spiralati (tranne che in Austrotaxus)

## Distribuzione
Le Taxacee sono quasi esclusive dell'emisfero boreale; solo due specie oltrepassano l'Equatore (Austrotaxus spicata della Nuova Caledonia e Taxus sumatrana in Indonesia).
Il massimo centro di diversificazione di questa famiglia si trova in Asia orientale e meridionale. In Africa è presente solo Taxus baccata (limitata al Nordafrica).

## Classificazione
In passato le Taxacee erano considerate come un gruppo distinto dalle altre conifere nell'ordine Taxales ma attualmente sono incluse, insieme a tutte le altre nell'ordine Pinales.
Le analisi del DNA hanno dimostrato infatti che tutto l'ordine è un gruppo monofiletico, una conclusione supportata anche dagli studi sulla micromorfologia.
Questa famiglia comprende 3-5 generi (v.discussione sotto): Taxus (8 specie), Austrotaxus (1 specie), Pseudotaxus (1 specie), Torreya (6 specie), Amentotaxus (6 specie).
Le Taxacee sono strettamente imparentate con le Cefalotaxacee (che prendono nome dal genere Cephalotaxus), tanto che qualche autore le considera come un'unica famiglia (comprendente, in quest'accezione, 6 generi e circa 30 specie). Le differenze tra le due famiglie stanno soprattutto nella forma e nella maturazione del seme.
La controversia riguarda principalmente i generi Amentotaxus e Torreya, che alcuni studiosi attribuiscono (entrambi o solo Amentotaxus) alle Cefalotaxacee, mentre altri (p.es. Catalogue of Life  Archiviato il 10 giugno 2015 in Internet Archive.) li inseriscono nelle Taxacee.
Un piccolo gruppo di botanici separa il genere Austrotaxus in una famiglia a sé, Austrotaxaceae, suggerendo una maggiore affinità con le Podocarpaceae, ma questa ipotesi non è sostenuta da evidenti prove genetiche.

## Usi
Taxus e Torreya vengono utilizzati come ornamentali, per usarne il legno o per estrarne dei principi attivi.